# Scriptio defectiva
Una scriptio defectiva è un sistema di scrittura che non rappresenta tutte le distinzioni fonemiche di una lingua. È diverso da una scriptio irregolare, che può distinguere i fonemi della lingua, anche se in pratica non sempre lo fa.
Ad esempio, l'Italiano ha sette vocali, ma l'alfabeto italiano utilizza solo cinque lettere per rappresentarle; in generale, le differenze tra /e, ɛ/ e /o, ɔ/ sono semplicemente ignorate, anche quando si fa uso di accenti che possono aiutare a distinguerle. Tra le consonanti, sia /s/ che /z/ vengono rese con "s", mentre /ts/ e /dz/ vengono rese con "z", anche se non molte parole sono distinte da quest'ultima. L'accento e lo iato non sono attendibilmente distinti.
Tali imperfezioni non sono una novità. L'alfabeto greco era difettivo nel corso della sua storia più antica. Il greco classico aveva una quantità vocalica ben distinta: cinque vocali brevi, /i e a o u/, e sette vocali lunghe, /iː eː ɛː aː ɔː oː uː/. Quando l'alfabeto fenicio fu adattato al greco, i nomi di cinque lettere venivano pronunciati con vocali iniziali dai greci e usate acrofonicamente per rappresentare vocali. Queste erano: alpha, e (chiamata in seguito epsilon), iota, o (chiamata in seguito omicron), ed u (chiamata in seguito upsilon): cinque lettere per dodici suoni vocalici. In seguito la [h], presa dai dialetti greci orientali, e la lettera heta (pronunciata adesso eta) divenne disponibile; fu usata per rappresentare la /ɛː/. All'incirca nello stesso periodo i greci crearono un'ulteriore lettera, l'omega, probabilmente scrivendo omicron con una sottolineatura, che fu usata per /ɔː/. I digrammi ei e ou furono concepiti per /eː/ e /oː/. Così il greco è entrato nella sua epoca classica con sette lettere e due digrammi per dodici suoni vocalici. Le /iː aː uː/ lunghe non furono mai distinte dalle /i a u/ brevi, anche se la distinzione è significativa. Nonostante tutto ciò l'alfabeto greco fu capace di combinare in un buon livello le lettere consonantiche, era difettivo infatti solo riguardo ad alcune vocali.